# Before We Go
Before We Go (tên ban đầu 1:30 Train) là một bộ phim lãng mạn độc lập đạo diễn bởi Chris Evans trong bộ phim đầu tay của anh, với sự tham gia của Evans, Alice Eve và Mark Kassen. Phim có buổi ra mắt toàn cầu trong biểu chiếu đặc biệt tại Liên hoan phim quốc tế Toronto 2014. Phim ra mắt dưới dạng video theo yêu cầu ngày 21 tháng 7 năm 2015, và chiếu rạp giới hạn ngày 4 tháng 9 năm 2015 tại Hoa Kỳ bởi Radius-TWC.

## Nội dung
Câu chuyện xoay quanh một cô gái trẻ Brooke Dalton, cô bị kẹt lại ở ga New York lúc 1h30 do bị cướp trên trên đường đến nhà ga, trong lúc hối hả không biết làm gì để về Boston. Và đêm định mệnh đã cho Brooke gặp Nick, đang thổi nhạc dạo tại ga và anh đã hết sức quan tâm, giúp đỡ cô. Cuộc đời hai con người xa lạ bỗng xích lại gần nhau như một lát cắt ngang, họ lang thang trong đêm New York đi tìm ví cho cô gái, xâm nhập vào ổ trộm cắp và Nick bị chúng đánh sút ngất, làm những việc điên rồ như đi hát dạo ở buổi tiệc để kiếm tiền giúp Brooke về Boston và vô tình do thắc mắc cả hai gặp thầy tiên tri xin lời khuyên … dần dần cả Nick và Brooke trở nên thấu hiểu nhau, chia sẻ cho nhau nghe những khó khăn mà mỗi người gặp phải. Brooke đang gặp rắc rối với cuộc hôn nhân của mình do không biết làm gì khi cô đã định ly hôn với người chồng bằng một bức thư cùng nhẫn cưới, vì chồng cô đã ngoại tình, nhưng cô lại nhận ra mình yêu anh ấy, còn Nick lại mơ ước làm nhạc công, anh có vấn đề với người mình từng yêu. Rồi cả hai dù gần như gắn kết với nhau, nhưng Brooke cũng phải về vào sáng hôm sau.

## Diễn viên
- Chris Evans vai Nick Vaughan
- Alice Eve vai Brooke Dalton
- Emma Fitzpatrick vai Hannah[7]
- Mark Kassen vai Danny
- Daniel Spink vai Tyler[7]
- Elijah Moreland vai Cole[7]
- John Cullum vai Harry

## Sản xuất
Việc sản xuất phim được công bố vào tháng 8 năm 2013, khi Chris Evans quyết định đóng chính, cũng như lần đầu làm đạo diễn. Việc tuyển diễn viên tiếp tục vào tháng Mười khi Alice Eve chọn làm nữ chính.
Phim khởi quay vào tháng 12 năm 2013 ở Lower East Side của Manhattan và được quay trong 19 ngày.
Tháng Bảy 2014, Liên hoan phim quốc tế Toronto 2014 lựa chọn bộ phim để công chiếu tại liên hoan, nhưng đổi tựa đề từ 1:30 Train thành Before We Go.

### Âm nhạc
Phim được viết nhạc bởi Chris Westlake.

## Ra mắt
Phim ra mắt lần đầu tại Liên hoan phim quốc tế Toronto 2014 ngày 12 tháng 9 năm 2014. Sau khi công chiếu Radius-TWC giành được quyền phân phối phim. Phim sau đó được chiếu tại Liên hoan phim quốc tế Seattle ngày 22 tháng 5 năm 2015. Ra mắt phiên bản video theo yêu cầu ngày 21 tháng 7 năm 2015, và tại rạp chiếu giới hạn ngày 4 tháng 9 năm 2015.

### Truyền hình tại gia
Before We Go ra mắt bản DVD và Blu-ray ngày 3 tháng 11 năm 2015 và thêm vào Netflix Instant Streaming ngày 1 tháng 3 năm 2016.

## Phê bình
Sau khi ra mắt, phim nhận được những đánh giá không tích cực. Trên Rotten Tomatoes, chỉ 23% nhà phê bình trong số 26 đánh giá đưa ra đánh giá tích cực cho bộ phim.